# Bojan Pavlović (calciatore 1986)
Bojan Pavlović (in serbo Бојан Павловић?; Loznica, 8 novembre 1986) è un calciatore serbo, portiere dello Sloga Doboj.

## Palmarès

### Club

#### Competizioni nazionali
- Campionato macedone: 1

Makedonija G.P.: 2008-2009
- Coppa di Serbia: 1

Stella Rossa: 2009-2010
- Campionato bosniaco: 2

Borac Banja Luka: 2020-2021, 2023-2024